# 觀塘西
觀塘西（英語：Kwun Tong West，代號J4）是香港觀塘區議會下轄的選區，2023年設立，定為雙議席選區。

## 範圍
現時選區包括九龍灣及牛頭角北部，南連觀塘商貿區，北連太子道東、清水灣道，西至承啟道、啟福道，東至佐敦谷，與其接壤的選區有觀塘中、觀塘北、九龍城區議會的九龍城北選區以及黃大仙區議會的黃大仙東選區。
投票站設有十四個，分別位於德福花園社區會堂、啓業社區會堂、佐敦谷聖若瑟天主教小學、仁濟醫院羅陳楚思中學、坪石天主教小學、浸信宣道會呂明才小學、彩榮路體育館、天主教彩霞邨潔心幼稚園、樂華社區中心、聖公會基樂小學、循道衛理觀塘社會服務處牛頭角青少年綜合服務中心、振華道體育館、牛頭角下邨保良局顧卞裘莉長者日間護理中心、彩頤居禮堂。

## 沿革
2023年香港選舉改革將區議會所有單議席選區取消，觀塘區定為四個雙議席選區，共選出八席民選議員。觀塘西選區由原有單議席的九龍灣、啟業、麗晶、坪石、彩德、佐敦谷、樂華南、樂華北、牛頭角上邨、牛頭角下邨、淘大選區合併而成。
2023年區議會選舉，估算人口有174,878人，選民有108,795人，吸引到四人參選。

## 歷屆議員
| 選區名稱 | 屆別           | 議員   | 政治聯繫 | 政治聯繫 | 議員   | 政治聯繫 | 政治聯繫 |
| -------- | -------------- | ------ | -------- | -------- | ------ | -------- | -------- |
| 觀塘西   | 2024年－2027年 | 譚肇卓 |          | 民建聯   | 李嘉恆 |          | 工聯會   |

## 歷屆選舉結果
| 政党   | 政党   | 候选人              | 票数   | %      | ± |
| ------ | ------ | ------------------- | ------ | ------ | - |
|        | 工聯會 | ①. 李嘉恆           | 9,801  | 29.87% |   |
|        | 獨立   | ②. 潘楚文           | 3,556  | 10.84% |   |
|        | 民建聯 | ③. 譚肇卓           | 16,836 | 51.31% |   |
|        | 獨立   | ④. 許民楓（黑超哥） | 2,622  | 7.99%  |   |
| 多数票 | 多数票 | 多数票              | 7,035  |        |   |

## 資料來源
1. ↑   (PDF).   [2023年8月23日]. （原始内容 (PDF)存档于2023年10月20日） （繁体中文）.
2. ↑   (PDF).   [2023年11月17日].
3. ↑   (PDF). 選舉管理委員會. 2023-07-11  [2023-08-23]. （原始内容存档 (PDF)于2023-10-14）.
4. ↑   (PDF).   [2023-11-19]. （原始内容存档 (PDF)于2023-11-17）.
5. ↑   (PDF).   [2023-08-23]. （原始内容存档 (PDF)于2023-10-20）.
6. ↑   (PDF).   [2023-11-17]. （原始内容存档 (PDF)于2024-01-10）.